# Девід Прайор
Девід Гемптон Прайор (англ. David Hampton Pryor; 29 серпня 1934, Камден, Арканзас — 20 квітня 2024) — американський політик-демократ, 39-й губернатор штату Арканзас з 1975 по 1979, представляв Арканзас в обох палатах Конгресу США, спочатку як член Палати представників з 1966 по 1973, а потім сенатор від 1979 по 1997.
У 1957 році отримав ступінь бакалавра в Університеті Арканзасу, у 1964 році закінчив Школу права того ж університету і почав свою кар'єру як юрист у Камден.
Одружився 28 листопада 1957 з Барбарою Жан Лансфорд. У пари було троє синів. Один з його синів, Марк Прайор, був сенатором від Арканзасу з 2003 по 2015.